# Bernard Malamud
Bernard Malamud (New York, 26 april 1914 – aldaar, 18 maart 1986) was een Amerikaans schrijver van romans en korte verhalen.
Hij was de zoon van Joods-Russische emigranten. Zijn eerste roman, The Natural, dateert uit 1952 en beschrijft op komische wijze de Amerikaanse held als honkbalspeler. Het boek werd later verfilmd. Veel van zijn verhalen beschrijven de lotgevallen van gewone joden in de stedelijke getto's. In The Assistant (1957) behandelt hij met humor en inlevingsvermogen het leven van een kleine joodse kruidenier die het moet zien op te nemen tegen de grote concurrentie van de zelfbedieningswinkels in de buurt. Ook dit werk is verfilmd.
Voor de roman The Fixer ontving Malamud in 1967 zowel de Amerikaanse National Book Award als de Pulitzer-prijs voor fictie. Het werk werd verfilmd in 1968 met in de hoofdrollen onder anderen Dirk Bogarde en Alan Bates (Oscar-nominatie voor beste mannelijke hoofdrol).
In zijn laatste en in vergelijking met zijn eerdere werk opvallende roman, God's Grace (1982), bouwt een overlevende van een atoomoorlog een nieuw leven op te midden van apen.

### PEN/Malamud Award
De PEN/Malamud Award wordt sinds 1988 jaarlijks uitgereikt om Malamuds nagedachtenis te eren en waardeert uitmuntendheid in de schrijfkunst van het korte verhaal. De prijs wordt deels gefinancierd door Malamuds legaat van 10.000 dollar aan het PEN American Center. Het fonds blijft groeien dankzij de vrijgevigheid van vele leden van PEN en andere vrienden en met de opbrengst van jaarlijkse lezingen. 
Winnaars van de prijs zijn onder meer John Updike (1988), Saul Bellow (1989), Eudora Welty (1992), Joyce Carol Oates (1996), Alice Munro (1997), Sherman Alexie (2001), Ursula K. Le Guin (2002) en Tobias Wolff (2006), James Salter (2012) en Edwidge Danticat (2023).